# اغتيال فاتن توفيق (فلم)
اغتيال فاتن توفيق فيلم جريمة وتشويق وإثارة مصري  للمخرج إسماعيل مراد، وهو باكورة إنتاجه، ومن تأليف عبد الفتاح البلتاجي، قصة وسيناريو وحوار عبد العزيز بدير. الفيلم من بطولة محمود ياسين وإلهام شاهين وأحمد بدير  وتدور الأحداث حول المذيعة التلفزيونية فاتن توفيق التي تسعى لكشف بعض المسئولين الفاسدين الذين تسببوا في مقتل زوجها رجل الأعمال، وذلك بمساعدة موظف أرشيف بشركة أحد هؤلاء الرجال.
صدر الفيلم إلى دور العرض المصرية في 6 نوفمبر 1995.
منح موقع قاعدة بيانات الأفلام على الإنترنت (IMDB) الفيلم درجة 3.1/ 10.
منح موقع قاعدة بيانات الأفلام العربية «السينما.كوم» الفيلم درجة 5.2/ 10.

## طاقم التمثيل
محمود ياسين: في دور على هواده (موظف السجل المدني، ومسؤول أرشيف شركة منصور)
إلهام شاهين: في دور فاتن توفيق (مذيعة التليفزيون)
أحمد بدير: في دور صلاح عويس (رئيس شركة التموين)
وحيد سيف: في دور منصور النشرتي (صاحب شركة استيراد ووسيط موردين)
سمير وحيد: في دور شعلان
محمد متولي: في دور حسن الحرامي
أيمن شاهين: في دور سعيد إبراهيم
فؤاد خليل: في دور عربي (موظف السجل المدني)
عمرو محمد علي: في دور هاني منصور
أمير شاهين: في دور تامر فؤاد الهواري
ميرنا المهندس: في دور شادية (ابنة عربي)
سيف عبدالرحمن: في دور فؤاد الهواري (رجل الأعمال وزوج فاتن توفيق)
بالاشتراك مع: جمال منصور - ميرفت الشناوي - جمال الفيشاوي - عبد الحميد أنيس - أحمد الألفي - نورا كمال - ميرنا وليد - فلك نور - مها جمال - وجيه عجمي - بهاء أبو الليل - عادل درويش - بركات زكي - رولا - أشرف موسى - موهوب إبراهيم - عبد الله حفني - محمد الكاشف - أيمن عبد الرحمن.

## أحداث الفيلم
تهتم المذيعة التلفزيونية فاتن توفيق (إلهام شاهين) بقضايا دعم السلع التموينية وهي المتزوجة من رجل الأعمال فؤاد الهواري (سيف عبد الرحمن) الذي يستورد السلع التموينية ويبيعها حسب السعر المدعوم، وهي أم للطفل تامر (أمير شاهين) أيضاً. يستورد منصور النشرتي (وحيد سيف)، صاحب شركة استيراد ووسيط لموردين أجانب، السلع التموينية بأسعار وهمية يستنفذ بها الدعم لمصلحته ومصلحة الأجنبي. يتعاون صلاح عويس (أحمد بدير)، رئيس شركة التموين الحكومية المسؤولة عن السلع المدعومة، مع شركة منصور لسرقة أموال الدعم. تقوم عصابة منصور باغتيال فؤاد الهواري لعدم التزامه بالأسعار المدعومة فيكشف المتورطين. يعمل علي هواده (محمود ياسين) موظف بالسجل المدني نهاراً، وبعد الظهر مسؤول عن أرشيف شركة منصور مما يتيح له الفرصة للإطلاع على مستندات سرقة الدعم. يعارض سعيد إبراهيم (أيمن شاهين)، مخرج برنامج فاتن توفيق، التعرض لموضوع الدعم. يتمكن علي هوارة من الحصول على ملف يدين شركة منصور وذلك قبل أن يفصل من الشركة، وسلم الملف لفاتن. أرادت فاتن أن تبرئ زوجها فؤاد من تهمة تلاعبه بالدعم وتكشف العصابة التي قتلته فسجلت حلقة من برنامجها مع مسؤول التموين صلاح عويس وواجهته بالمستندات التي تدينه فانسحب من التسجيل ثم تمكن من رشوة سعيد المخرج وأخذ شريط الفيديو المسجل عليه الحلقة. تم إخلاء المنزل الذي يقطن به علي هواده لأنه آيل للسقوط فذهب إلى مساكن الإيواء وتم فسخ خطبته من أخت زميله في السجل المدني عربي (فؤاد خليل) لعدم قدرته المادية على إتمام الزواج. أعادت فاتن المستندات لعلي هوادة لحفظها ولكن منصور أرسل له شعبان (سمير وحيد) فضربه واستعاد المستندات. ولاستعادة الشريط الضائع استعانت فاتن بعلي الذي استعان بالحرامي حسن (عبد الله حفني) ودخلوا منزل صلاح ولم يعثروا على الشريط ولكن عثروا على مستندات تدين صلاح ومنصور. أراد منصور التخلص من صلاح والمخرج سعيد فقتل صلاح وطلب من سعيد الحضور لمنزل صلاح لأخذ بقية حقه في سرقة الشريط وعندما جاء تم القبض عليه بتهمة قتل صلاح. وعن طريق هاني (عمرو محمد علي) ابن منصور صديق تامر ابن فاتن تمكن الأخير من الحصول على الشريط الضائع وكان في منزل منصور. توجهت فاتن ومعها علي إلى مبنى التليفزيون ومعهم الشريط لإذاعته على الهواء ولكن عصابة منصور أطلقت النار عليها وأصابتها وتمكن علي من الهروب بالشريط وتم إنقاذ فاتن وأذيع الشريط وتم القبض على منصور وأعوانه.

## وصلات خارجية
- مقالات تستعمل روابط فنية بلا صلة مع ويكي بيانات
- اغتيال فاتن توفيق على الدهليز
- اغتيال فاتن توفيق على كاروهات